# 마이크 키호
마이크 키호(Mike Kehoe, 1962년 1월 17일 ~ )은 미국의 정치인으로 제48대 미주리주 부지사이다.

## 학력
- 샤미나드 칼리지 예비 학교

## 경력
- 2011.01 ~ 2018.06 제96·97·98·99대 미주리주 제6구 상원의원
- 2018.06 ~ 2025.01 제48대 미주리주 부지사
- 2025.01 ~ 제58대 미주리주 주지사

## 역대 선거 결과
| 선거명      | 직책명                   | 대수 | 정당   | 득표율  | 득표수      | 결과 | 당락               |
| ----------- | ------------------------ | ---- | ------ | ------- | ----------- | ---- | ------------------ |
| 2010년 선거 | 상원의원 (미주리 제28부) | 96대 | 공화당 | 100.00% | 52,402표    | 1위  | 미주리 주의원 당선 |
| 2014년 선거 | 상원의원 (미주리 제28부) | 98대 | 공화당 | 79.08%  | 37,559표    | 1위  | 미주리 주의원 당선 |
| 2020년 선거 | 미주리 부지사            | 48대 | 공화당 | 58.42%  | 1,731,263표 | 1위  | 미주리 부지사 당선 |
| 2024년 선거 | 미주리 주지사            | 58대 | 공화당 | 59.14%  | 1,750,802표 | 1위  | 미주리 주지사 당선 |